# زادآور پیوسته
زادآور پیوسته (به انگلیسی: Continuous breeder)، گونه جانوری است که می‌تواند در طول سال زادوولد یا جفت‌گیری کند. این شامل انسان‌ها و میمون‌ها (شمپانزه‌ها، گوریل‌ها، اورانگوتان‌ها و گیبون‌ها) می‌شود که می‌توانند در هر زمانی از سال صاحب فرزند شوند. در زادآوران پیوسته، ماده‌ها در طول فحلی، که در این زمان فولیکول‌های تخمدان در حال بلوغ هستند و تخمک‌گذاری می‌تواند رخ دهد، از نظر جنسی پذیرا هستند. شواهد تخمک‌گذاری، مرحله‌ای که در طی آن لقاح محتمل‌تر است، از طریق تورم و قرمزی اندام تناسلی در میان بسیاری از نخستی‌های غیرانسانی به نرها اعلام می‌شود.